# فيلا ديل برينسيبي
فيلا ديل برينسيبي، أو بالاتسو ديل برينسيبي، أو قصر أندريا دوريا في هو واحد من قصور الضواحي التاريخية الرئيسية في جنوة، إيطاليا. بُني في القرن السادس عشر في منطقة تقع الآن في وسط المدينة، ولكن في ذلك الوقت كانت خارج أسوار المدينة باتجاه كابو دي فارو واللانتيرنا.
كانت الفيلا مخصصة كإقامة خاصة للأدميرال الجنوي أندريا دوريا، أمير ميلفي، الذي كان يستضيف فيها غالبًا الأباطرة والملوك وسائر السلطات الأجنبية. لم تُدرج الفيلا رسميًا كـ "بالاتسو دي رولي" لجمهورية جنوة لأنها كانت فيلا ريفياً وليست قصرًا حضريًا.
كان أندريا مؤثراً سياسياً قوياً على المدينة رغم إقامته في الفيلا بعيدًا عن قصر الدوجي والحياة السياسية الخطيرة في الجمهورية. تُعتبر الفيلا واحدة من روائع النهضة الإيطالية. زُيّين الداخل بألواح جصية ولوحات جدارية وسجادات وأثاث خشبي تاريخي، من بينها لوحة بيرينو ديل فاجا الشهيرة في سالوني دي جيجانتي وفي لوجيا دي جلوريوس (1533)، بالإضافة إلى السجاد الفلامندي الذي يصور معركة ليبانتو (1571). الفيلا لا تزال تنتمي لعائلة دوريا بامفيلي وتفتح أبوابها للجمهور كمتحف.

## معرض صور

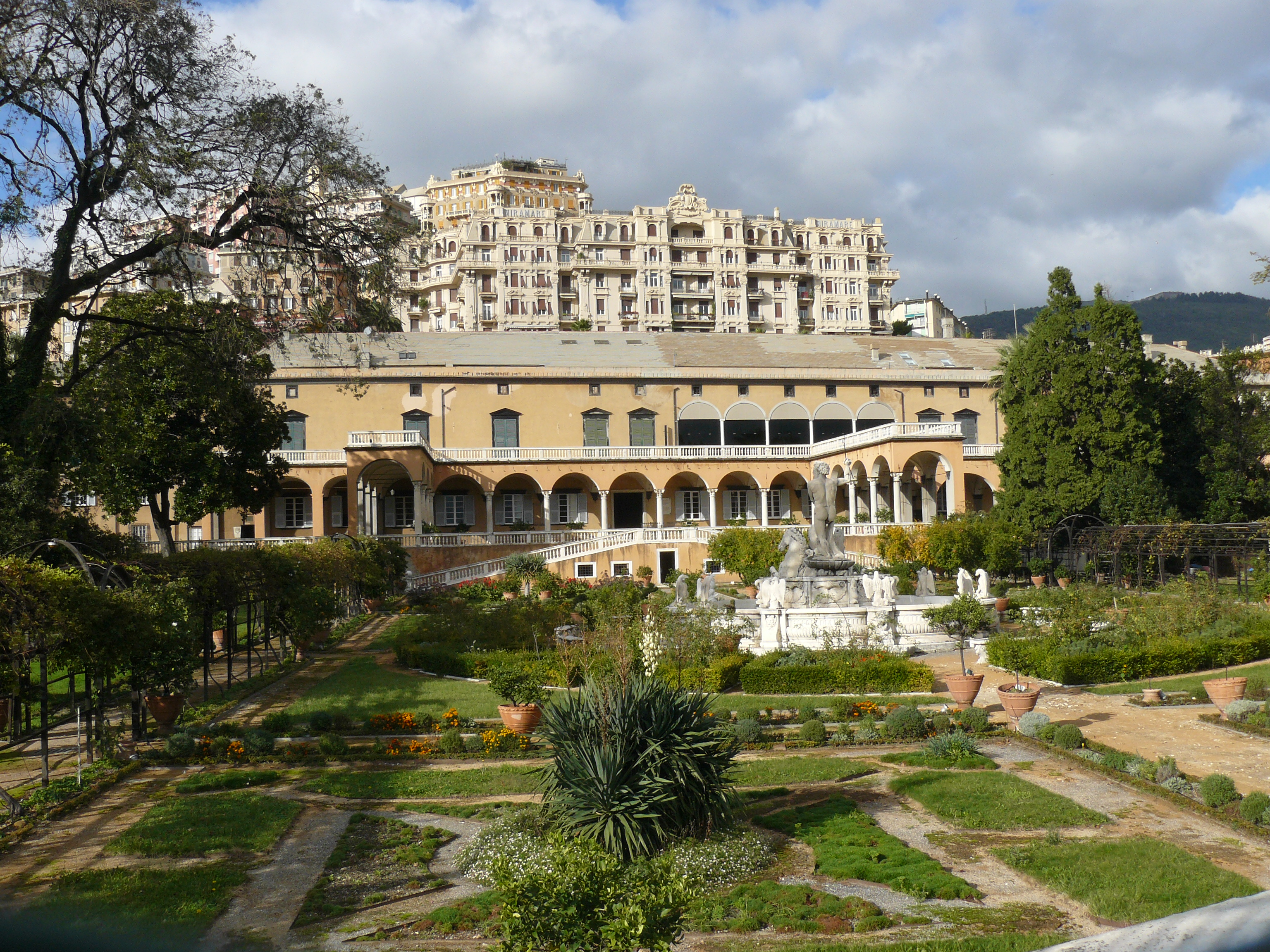
حدائق في فيلا ديل برينسيبي، جنوة - إيطاليا
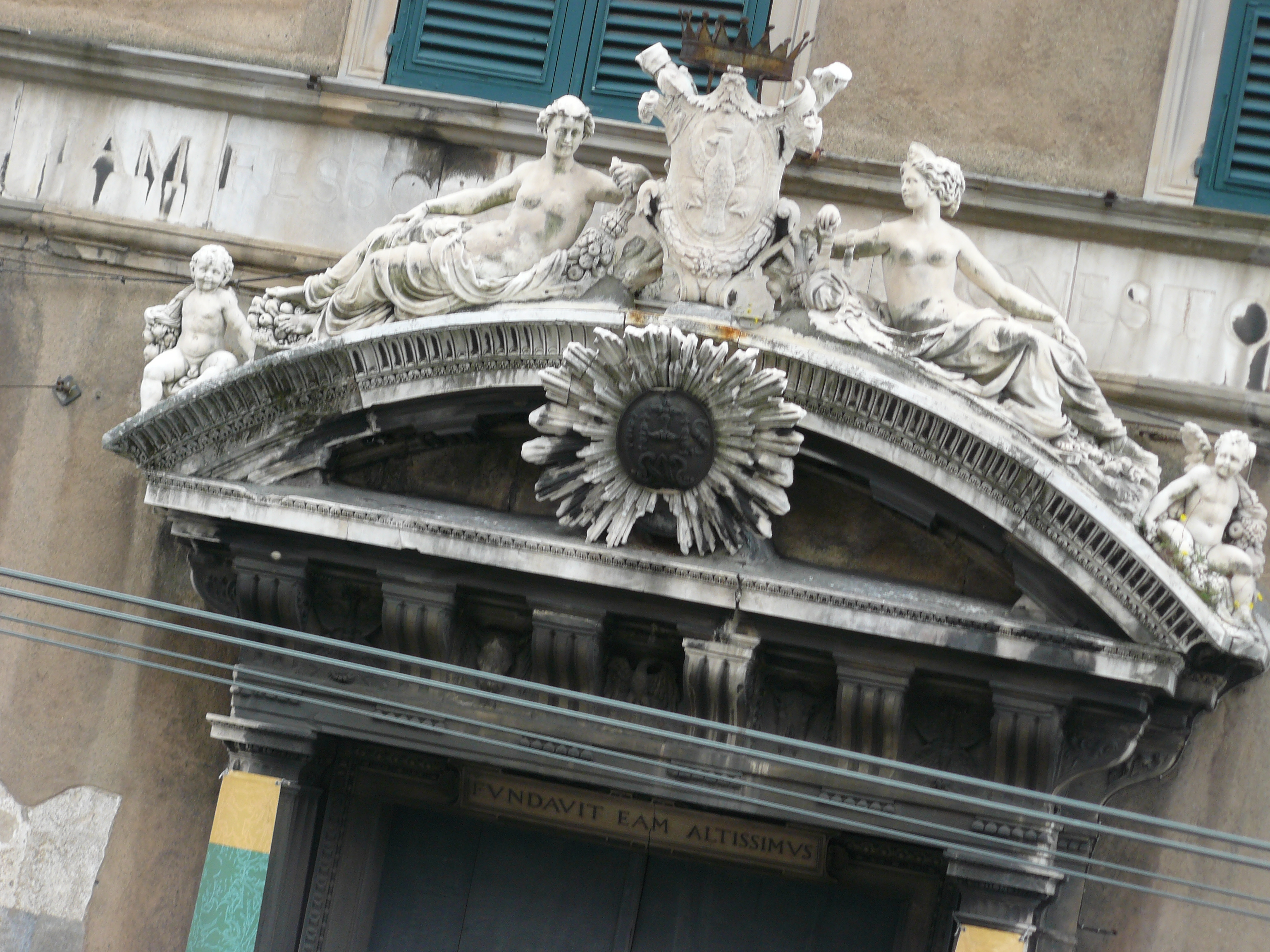
مدخل قصر ديل برينسيبي في جنوة - إيطاليا
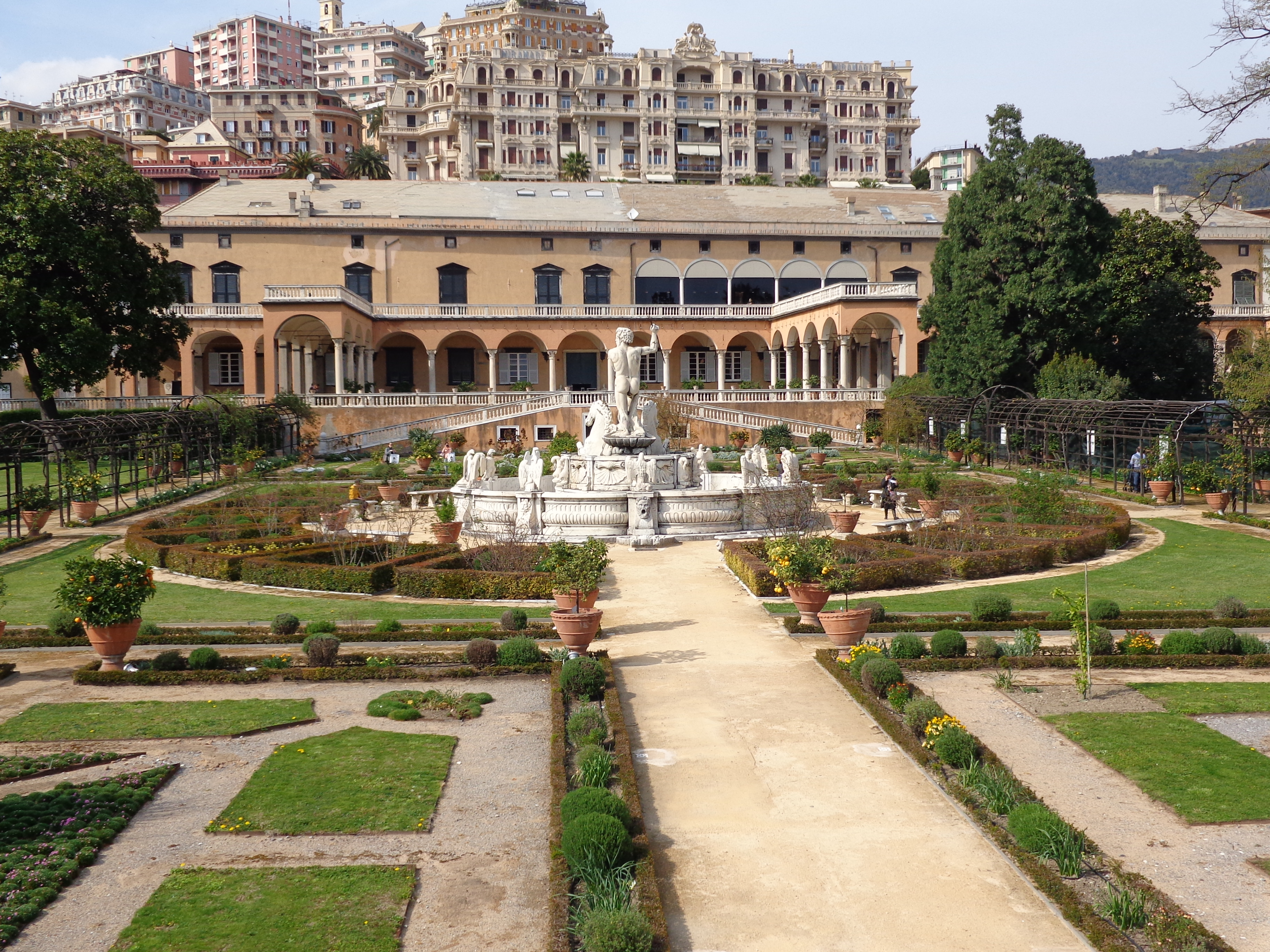
حديقة فيلا ديل برينسيبي، جنوة
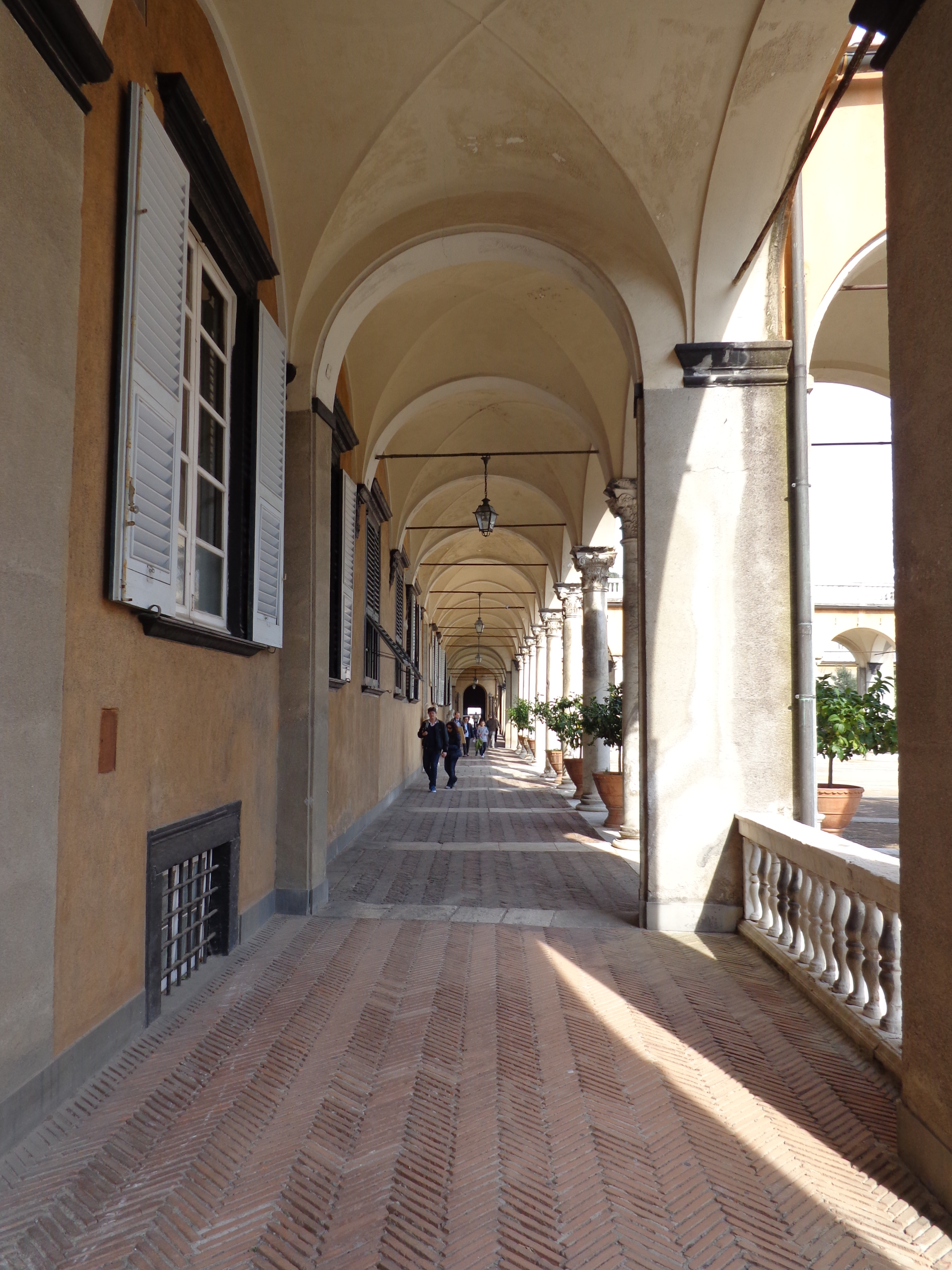
لوجيا الداخلية لفيلا ديل برينسيبي، جنوة
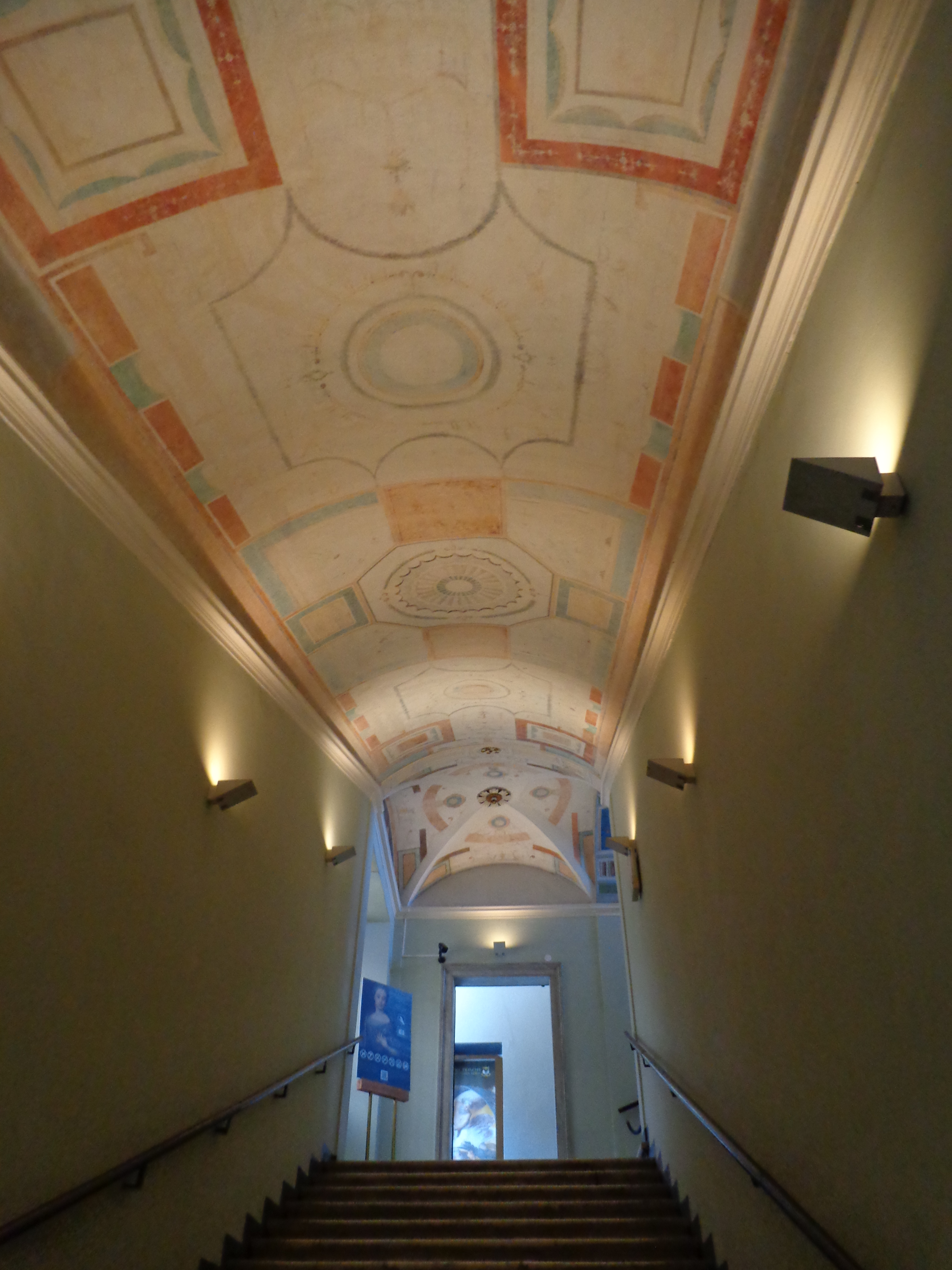
المناطق الداخلية من فيلا ديل برينسيبي، جنوة
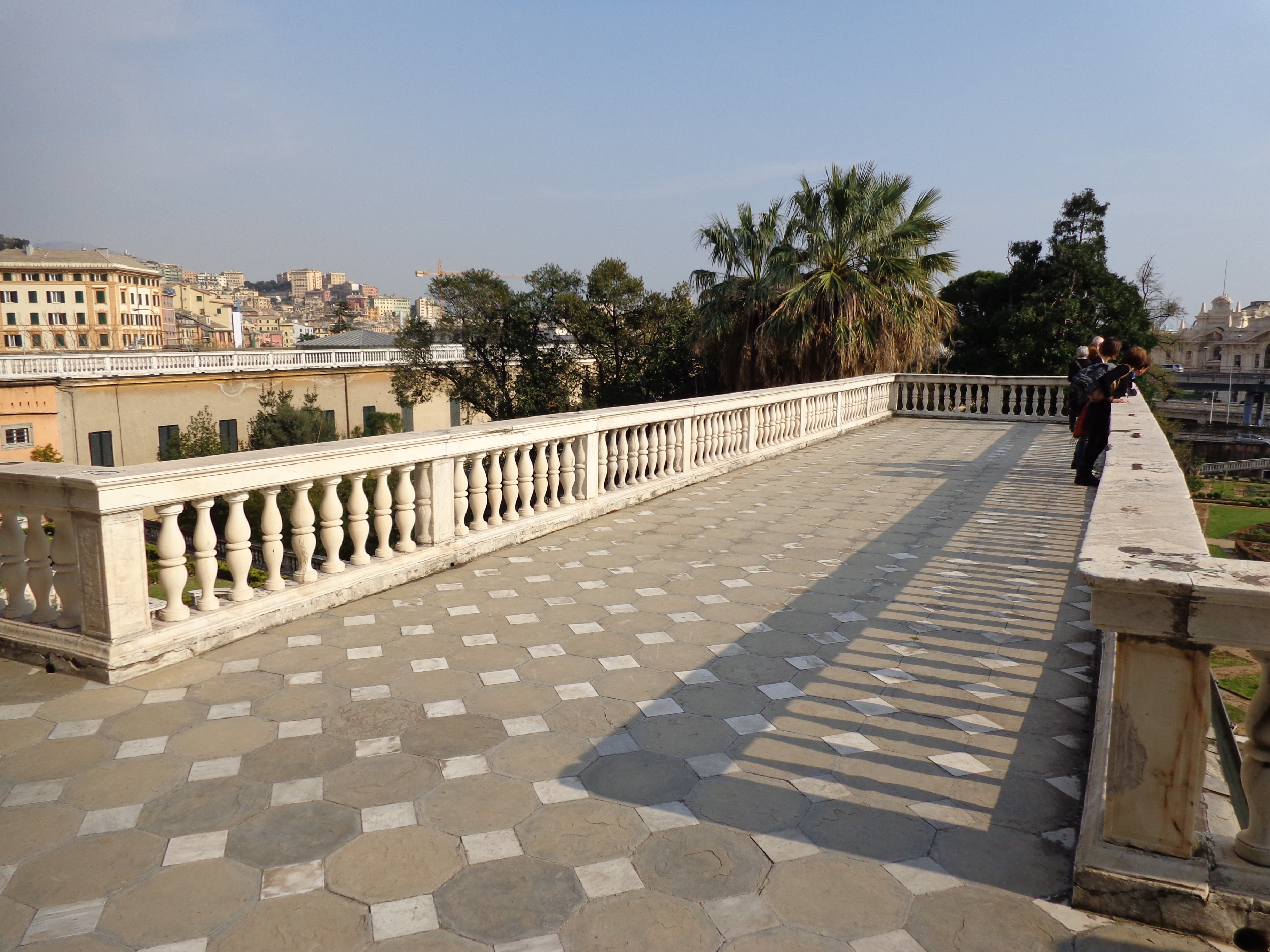
شرفات فيلا ديل برينسيبي، جنوة
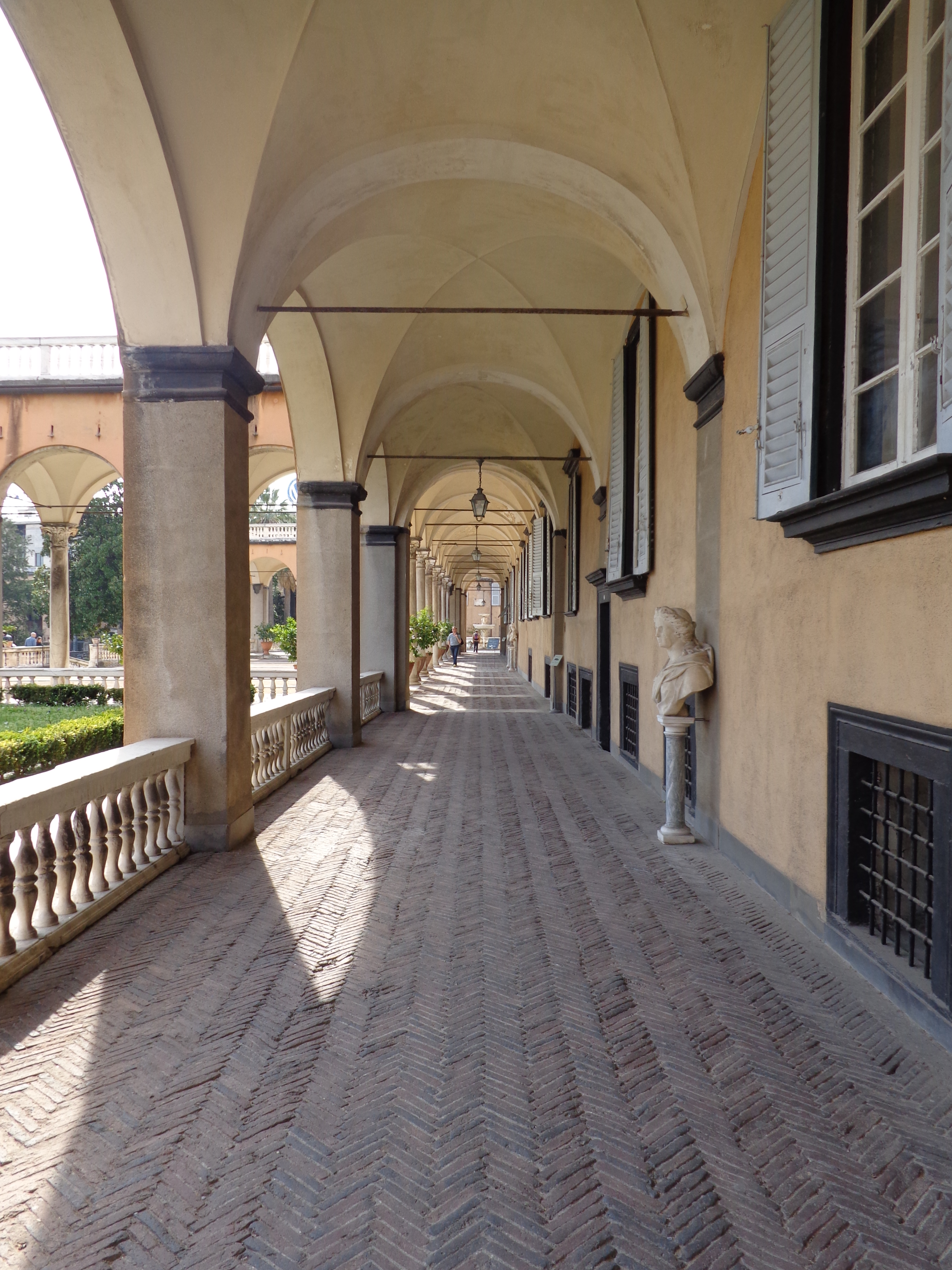
الممر الداخلي لفيلا ديل برينسيبي، جنوة
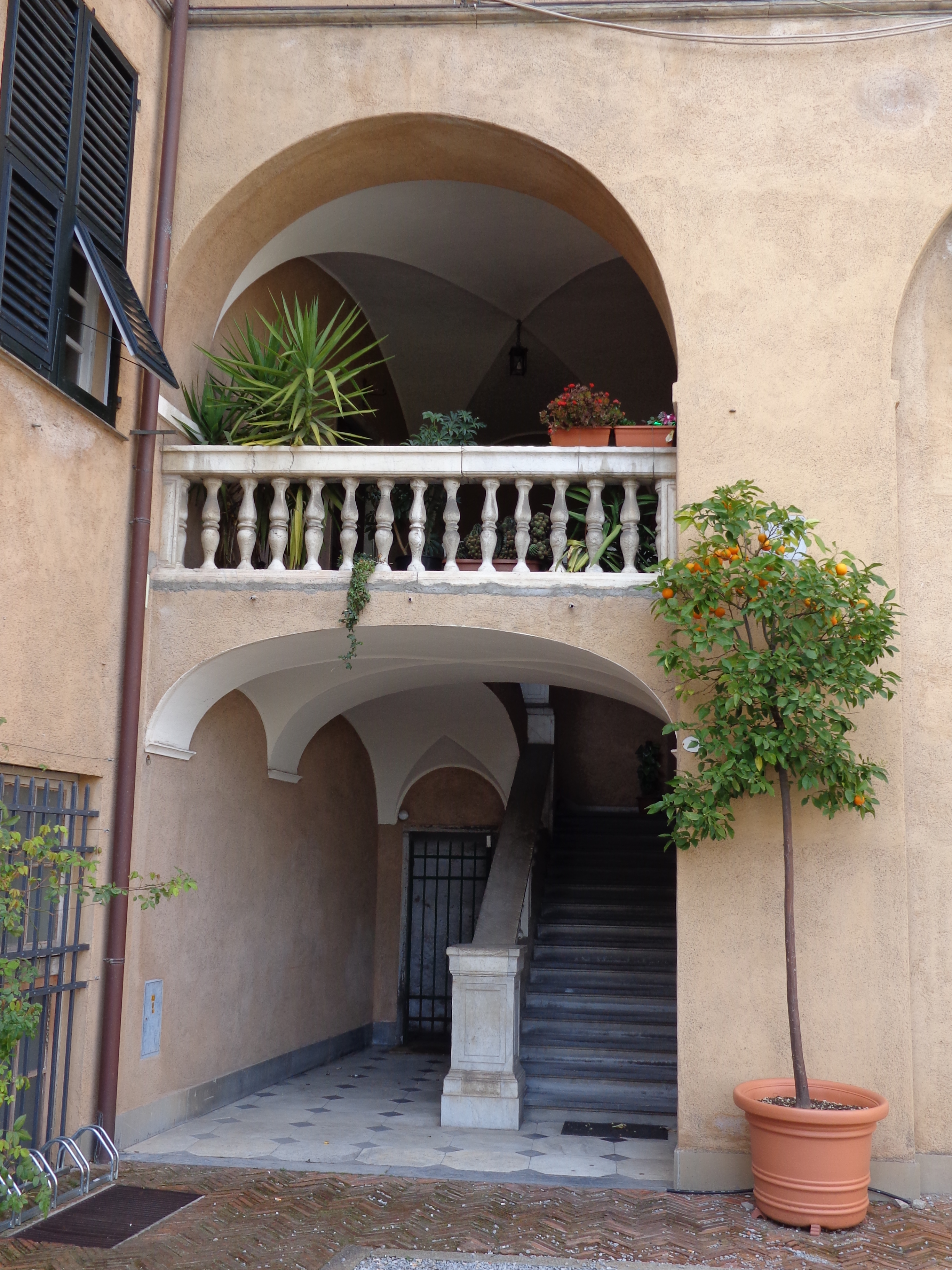
فيلا ديل برينسيبي، جنوة
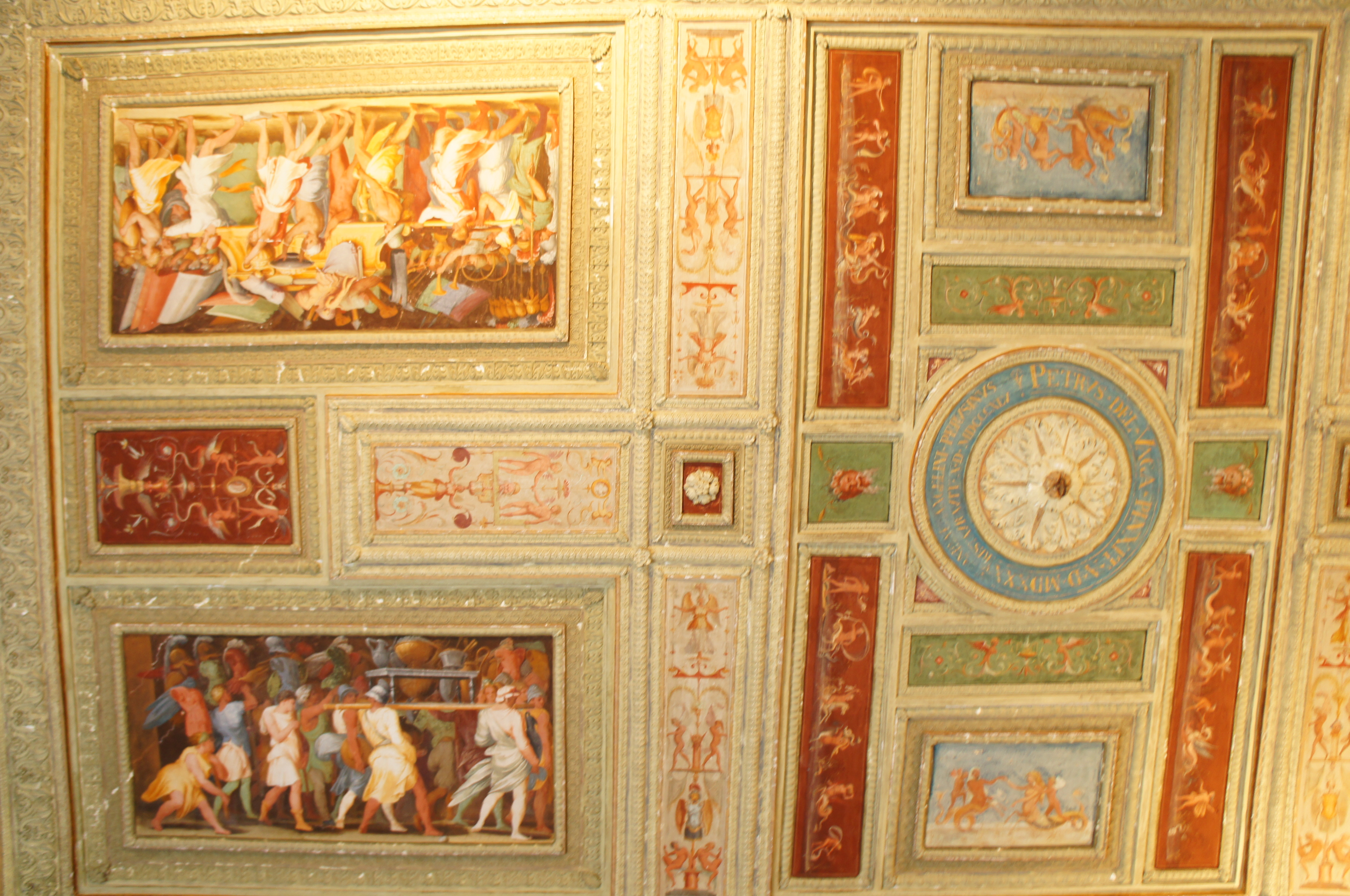
المناطق الداخلية من فيلا ديل برينسيبي، جنوة
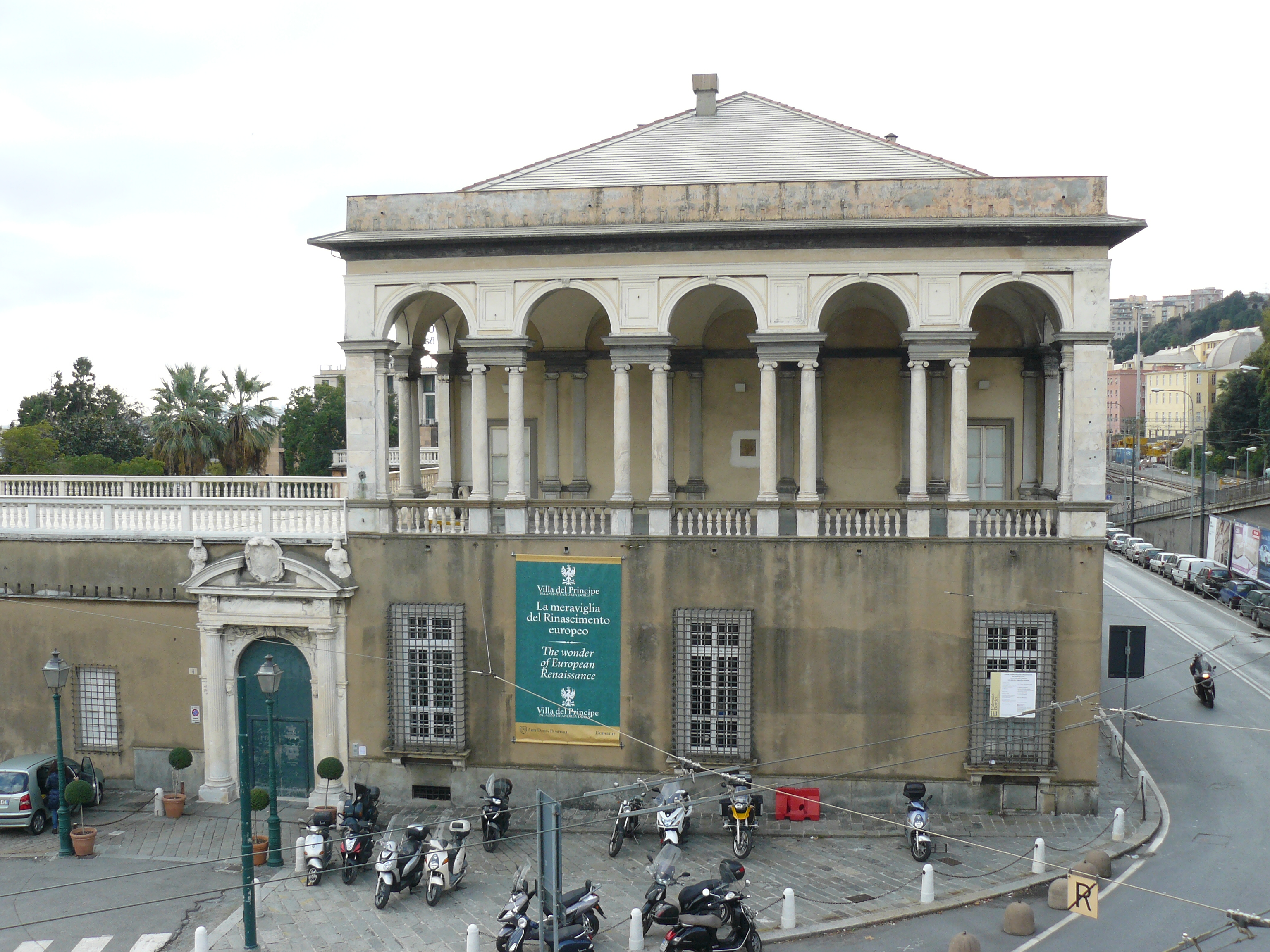
مدخل قصر ديل برينسيبي في جنوة - إيطاليا
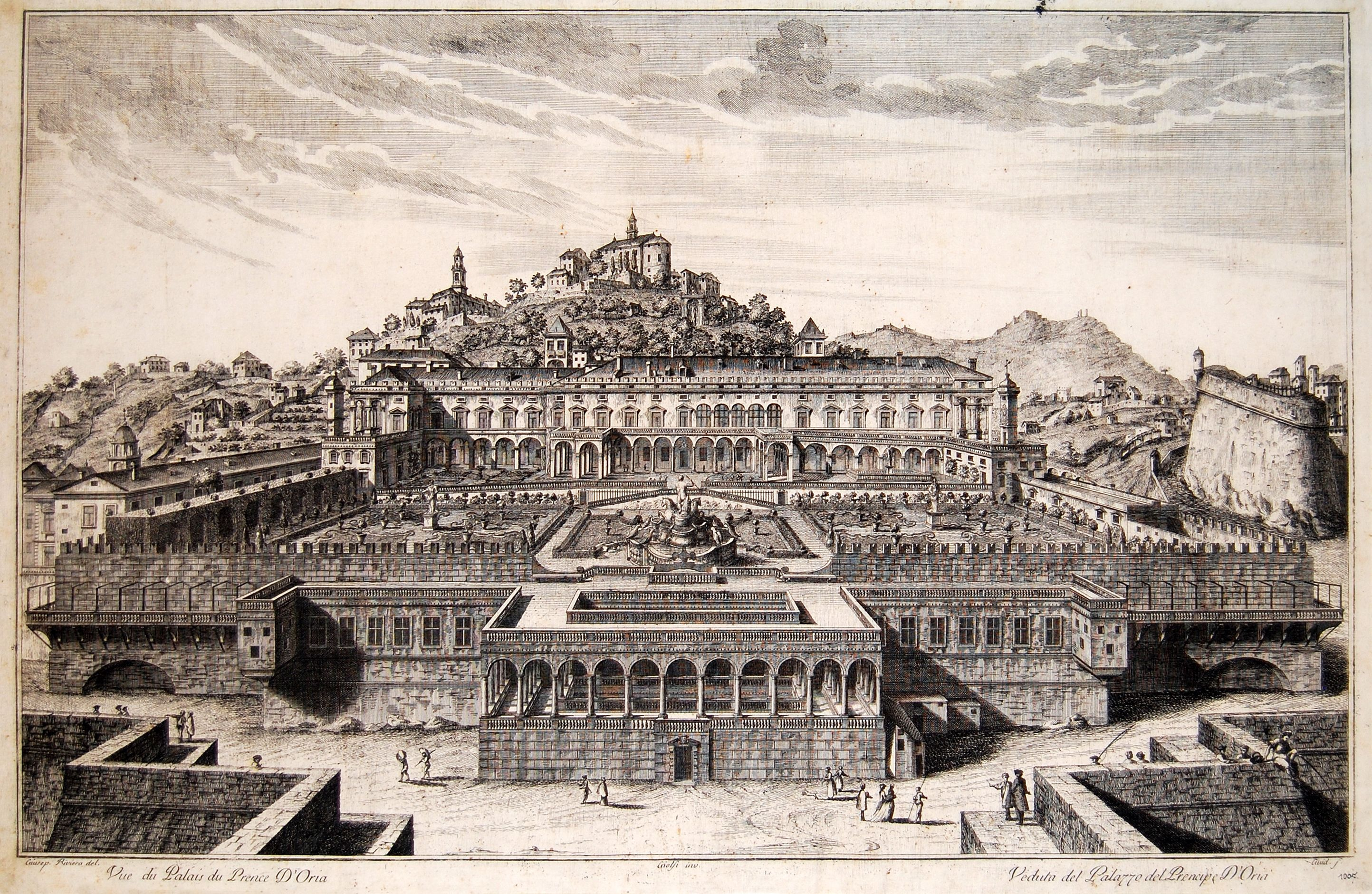
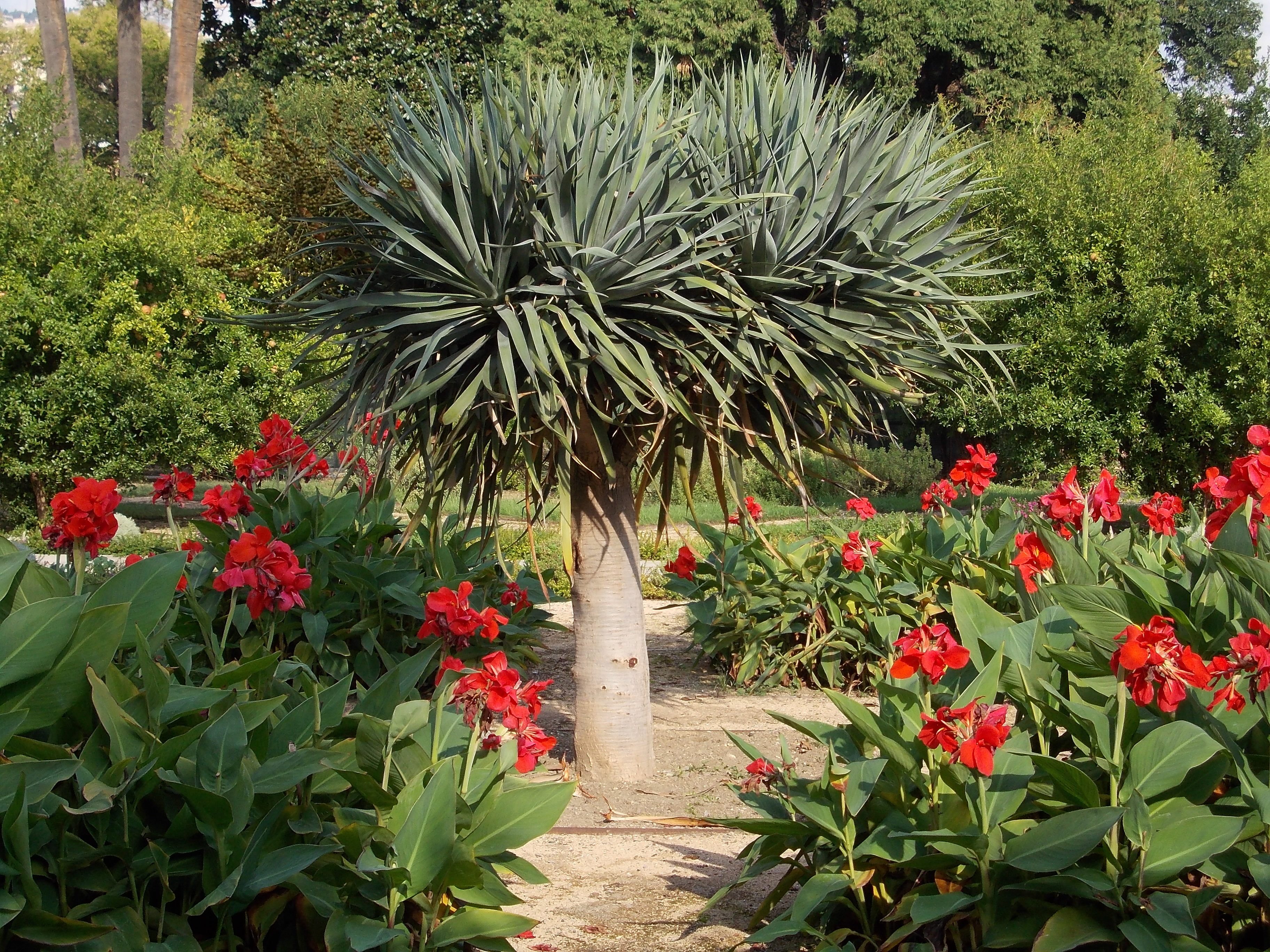
دراسينا دراكو في قصر ديل برينسيبي، جينوفا
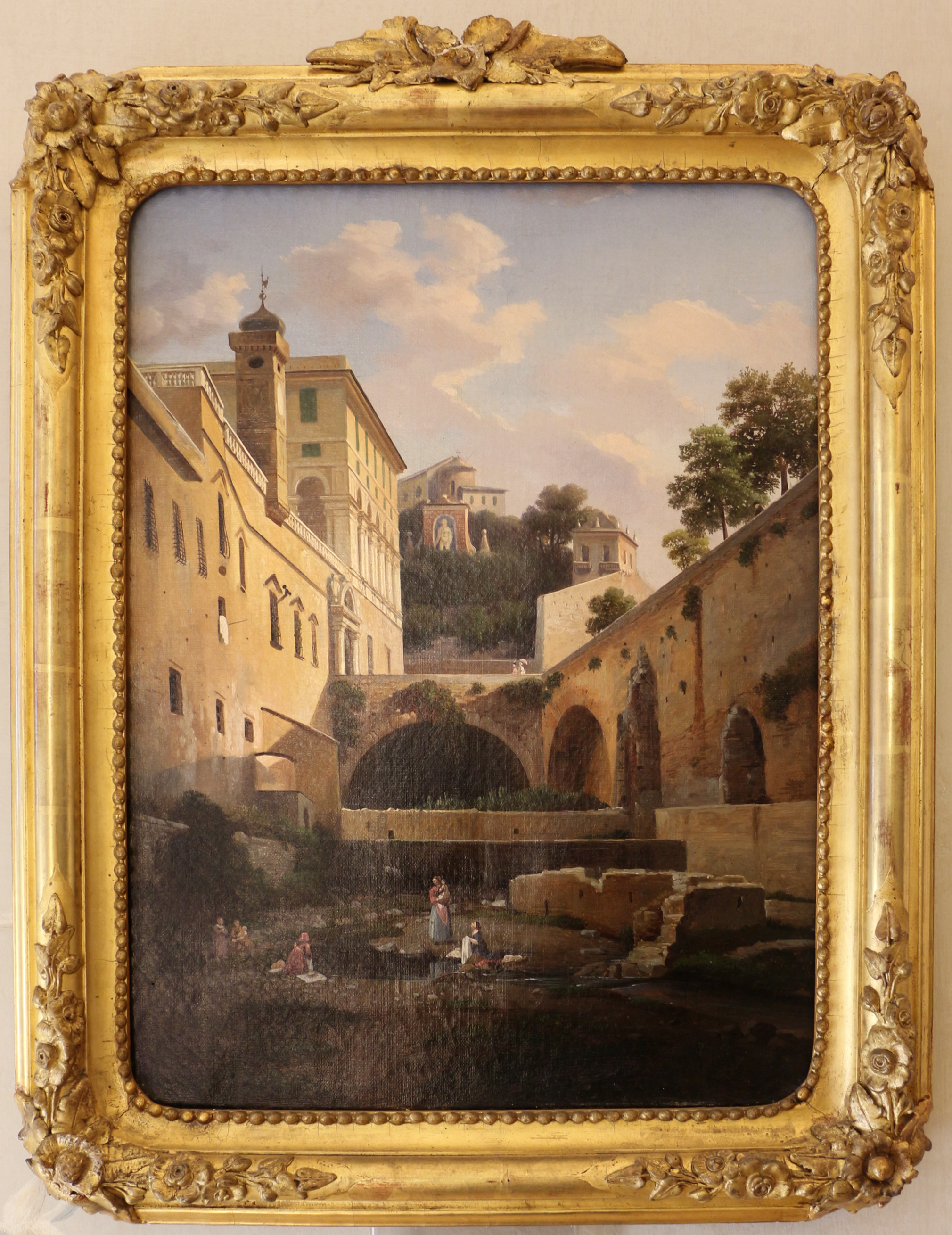
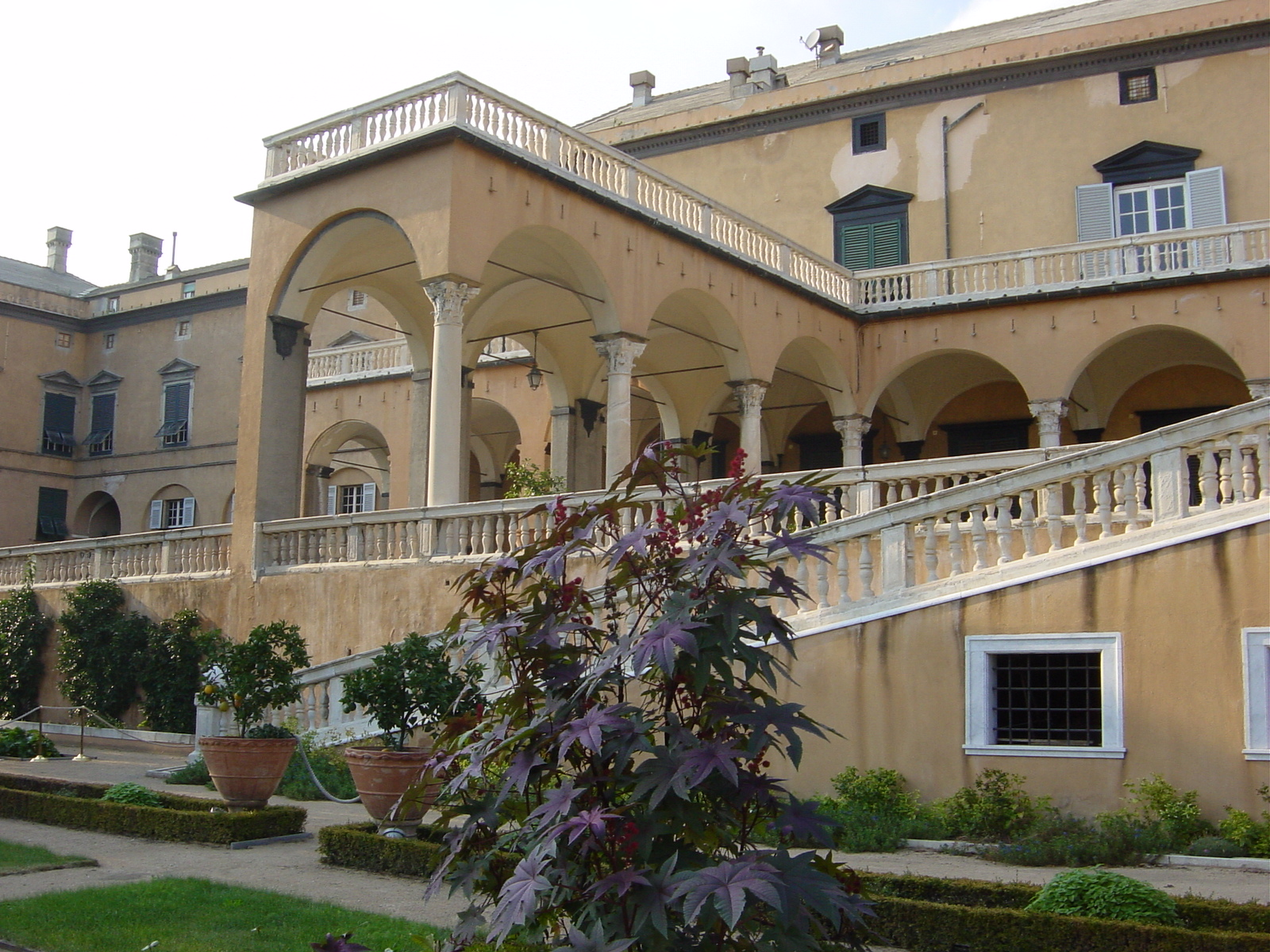
حديقة قصر ديل برينسيبي (أو "قصر دوريا بامفيلج") في جنوة ، (إيطاليا). تصوير جيوفاني دالورتو ، 23 سبتمبر 2005.
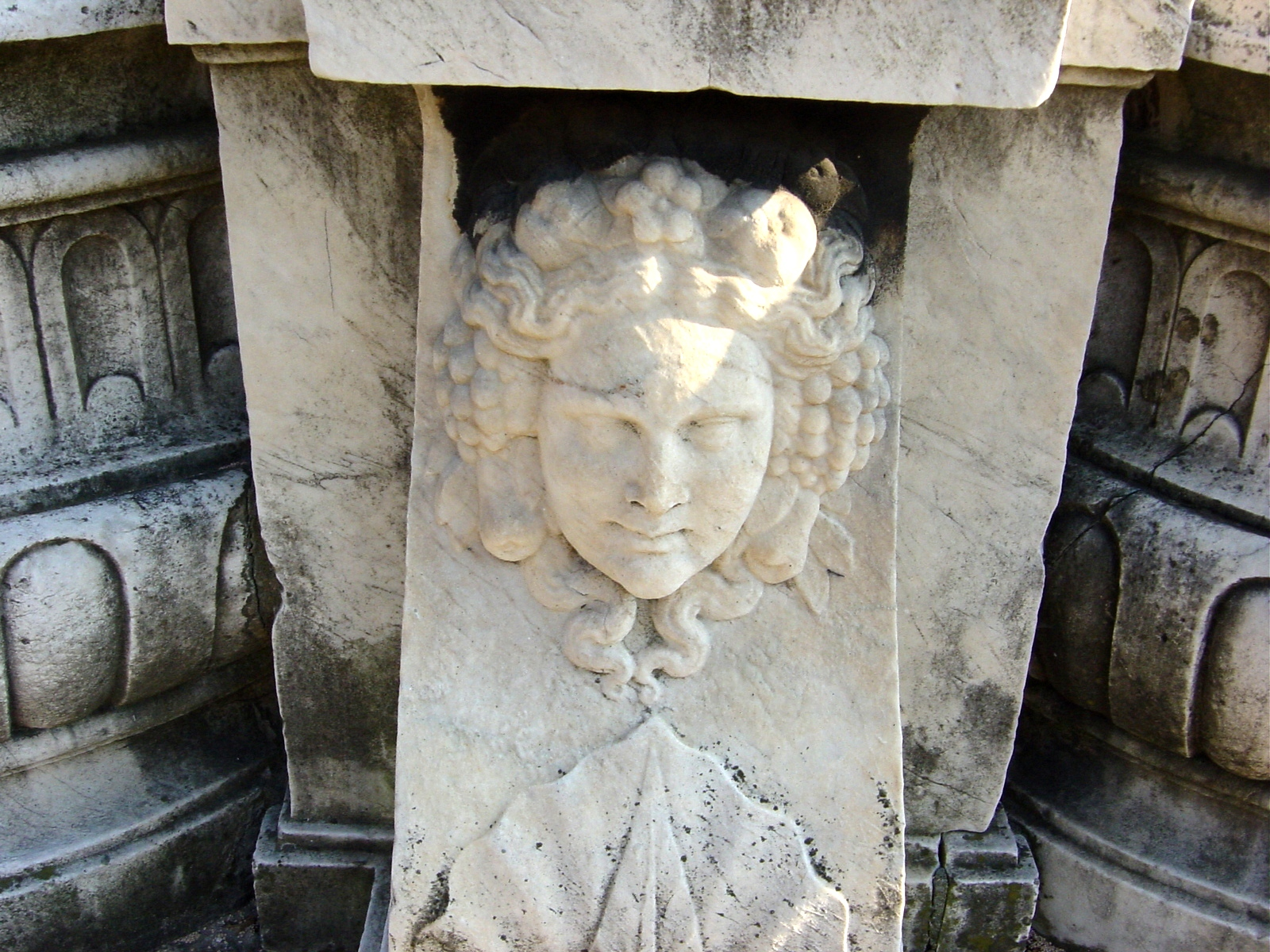
نقش بارز من النافورة الموجودة في حديقة قصر ديل برينسيبي (أو "قصر دوريا-بامفيلج") في جنوة ، (إيطاليا). تصوير جيوفاني دالورتو ، 23 سبتمبر 2005.
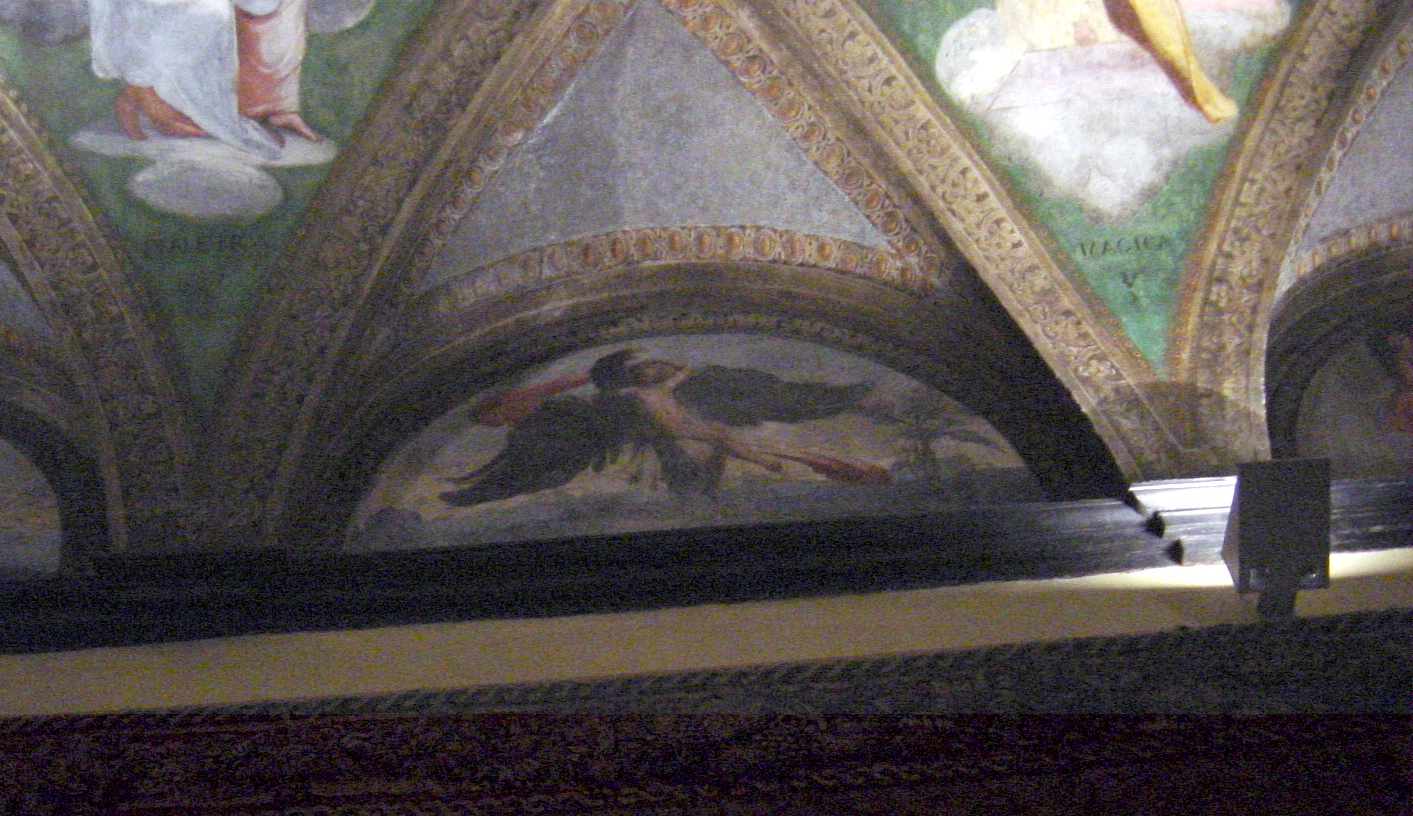
لوحة جدارية، في قصر ديل برينسيبي (أو "قصر دوريا بامفيلج") في جنوة ، (إيطاليا). تصوير جيوفاني دالورتو ، 23 سبتمبر 2005.
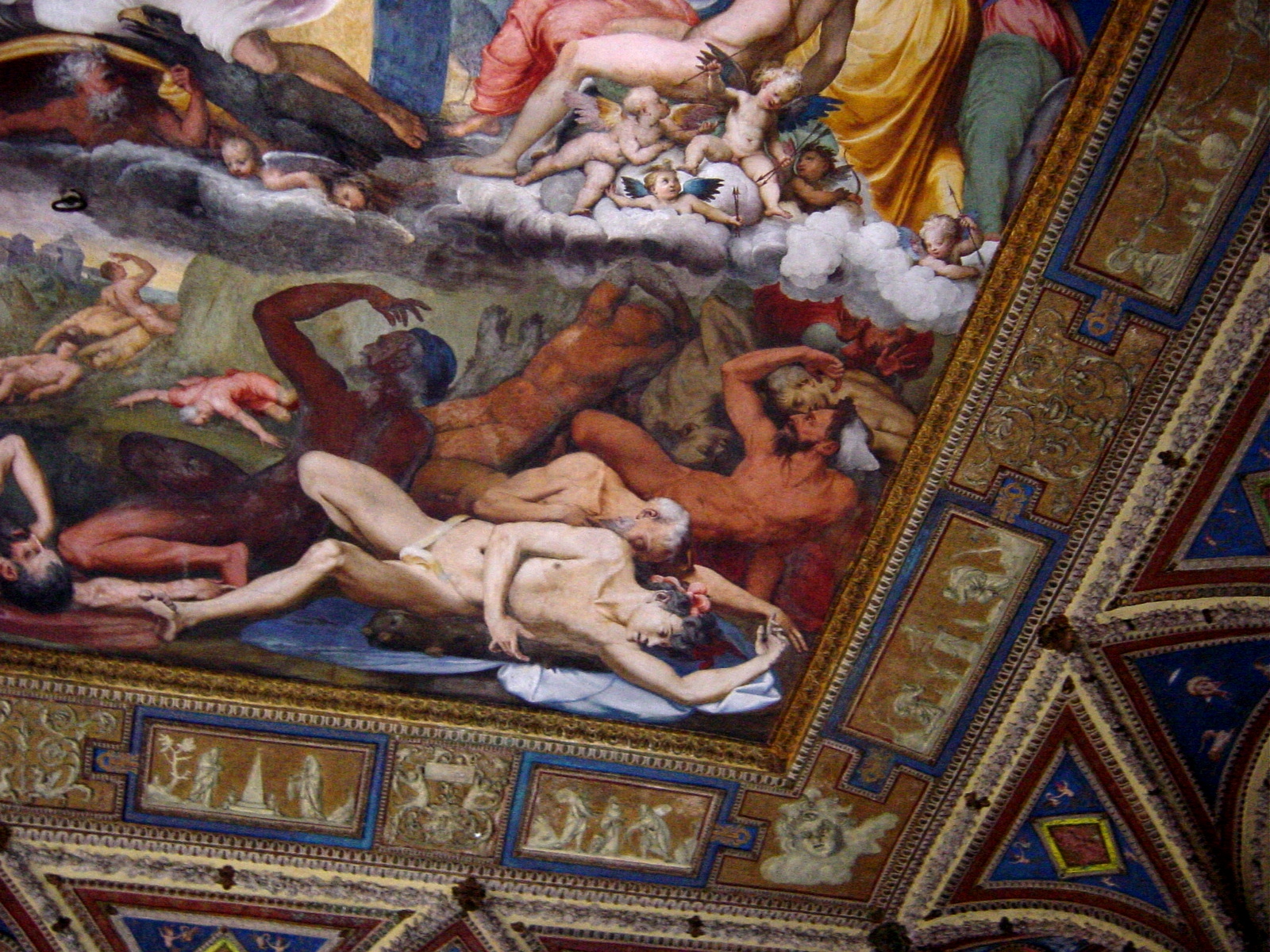
تفاصيل اللوحة الجدارية لـ " سقوط العمالقة "، لبيرين ديل فاجا في قصر ديل برينسيبي (أو "قصر دوريا بامفيلج") في جنوة ، (إيطاليا). تصوير جيوفاني دالورتو ، 23 سبتمبر 2005.
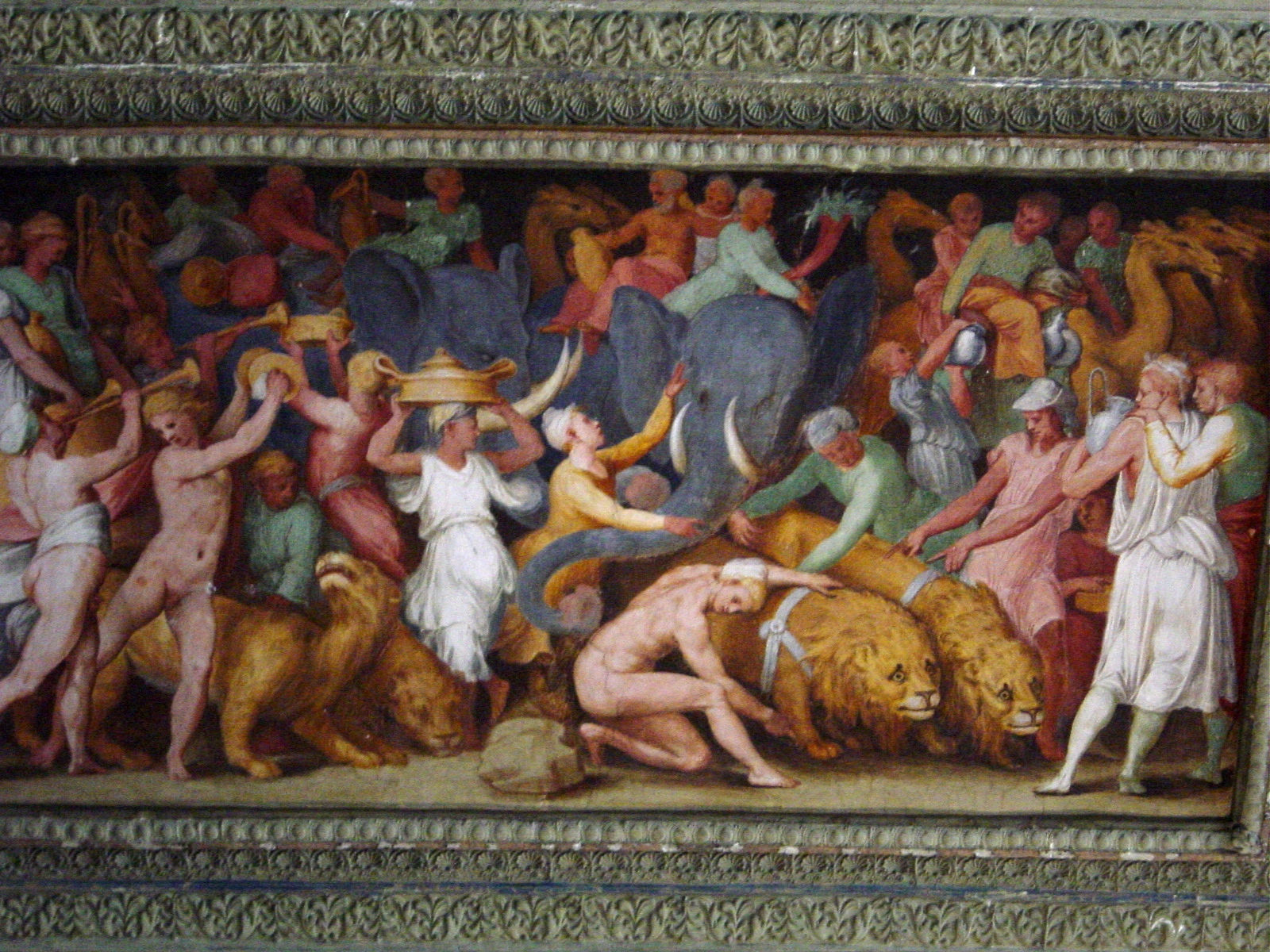
جينوفا - قصر دوريا بامفيلي - كادوتا دي جيجانتي - تصوير جيوفاني دالورتو، 23 يونيو 2007
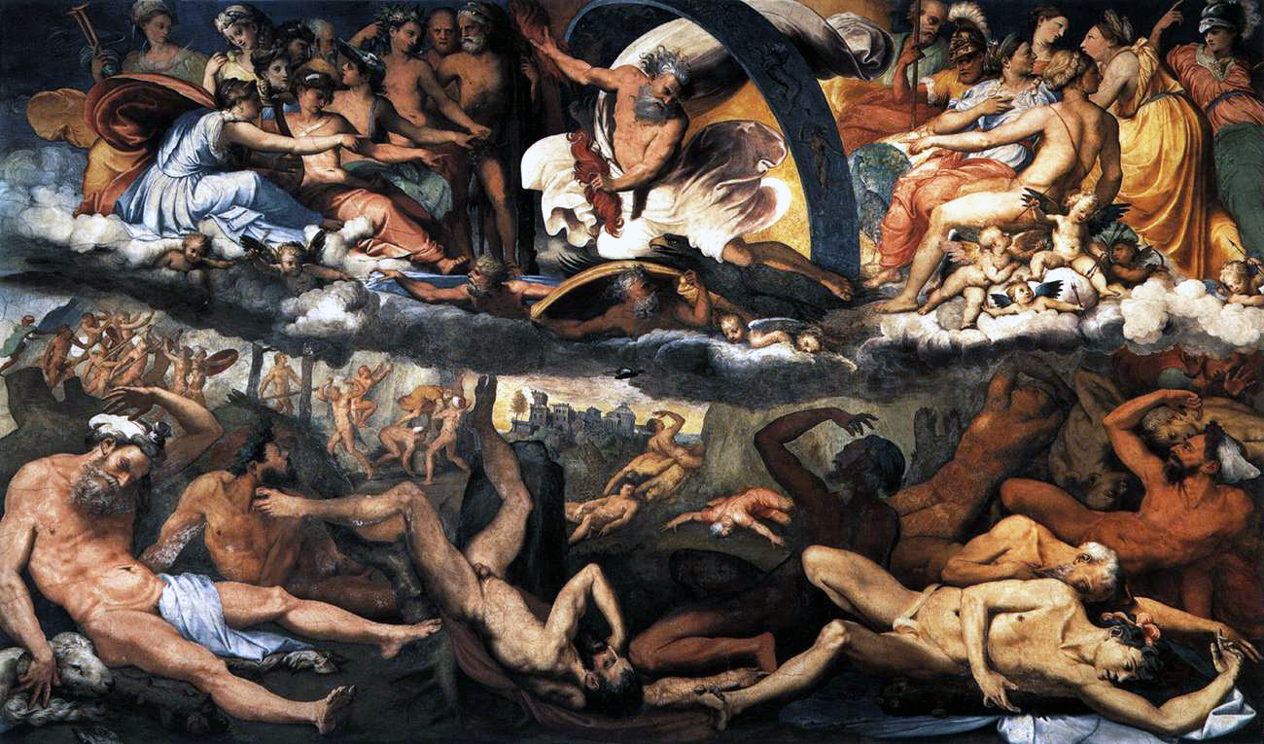
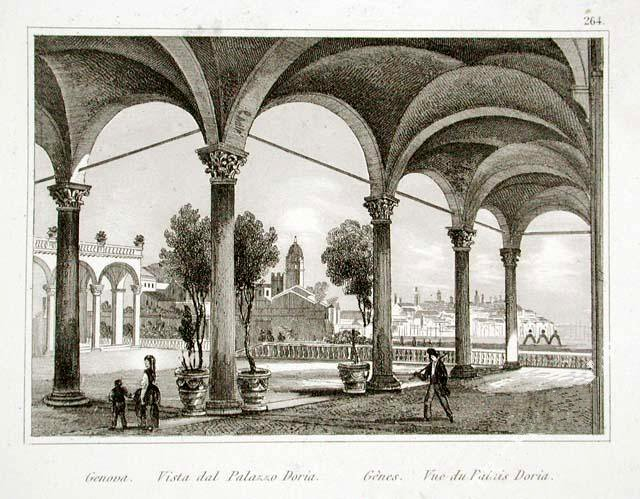
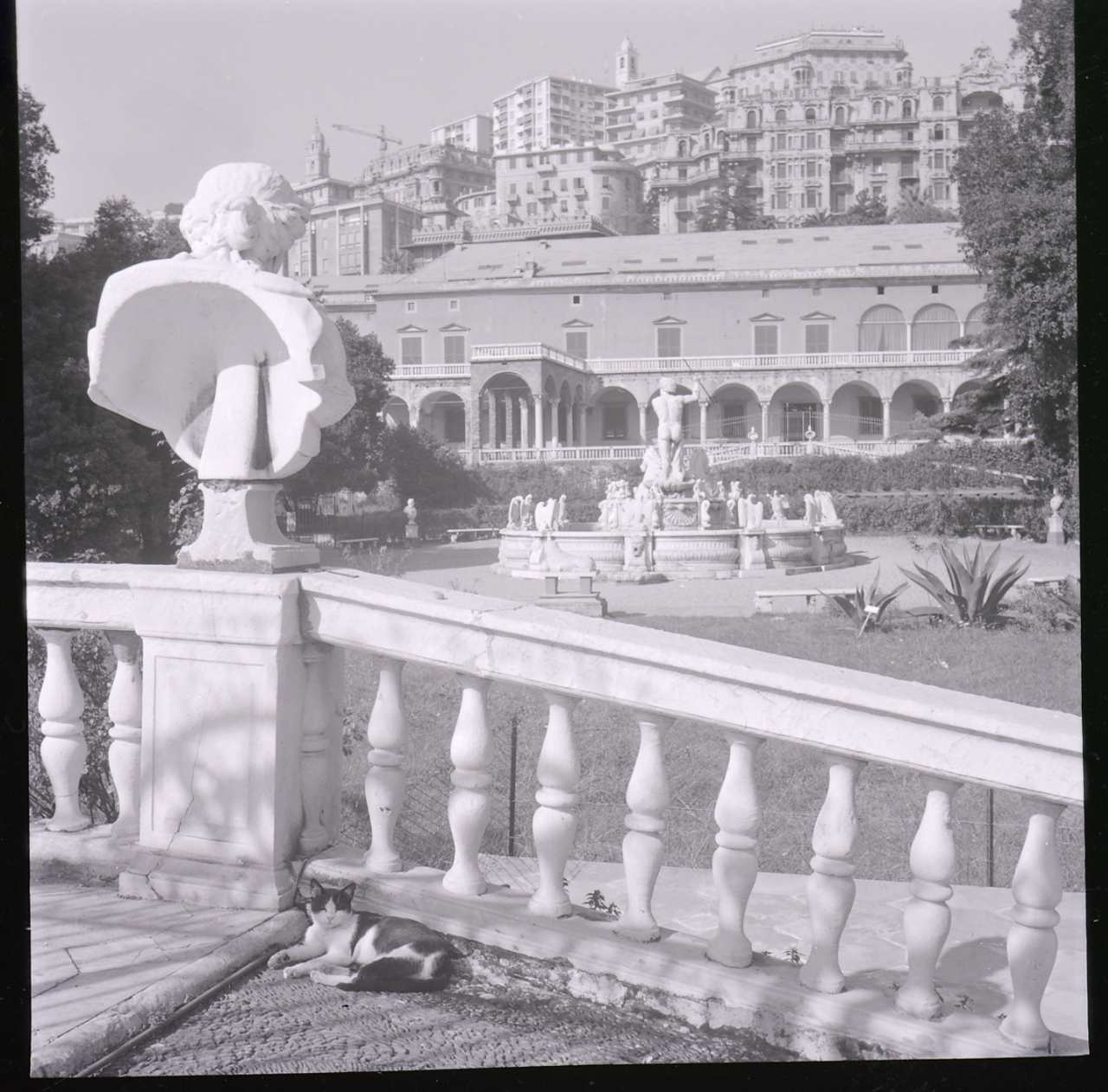
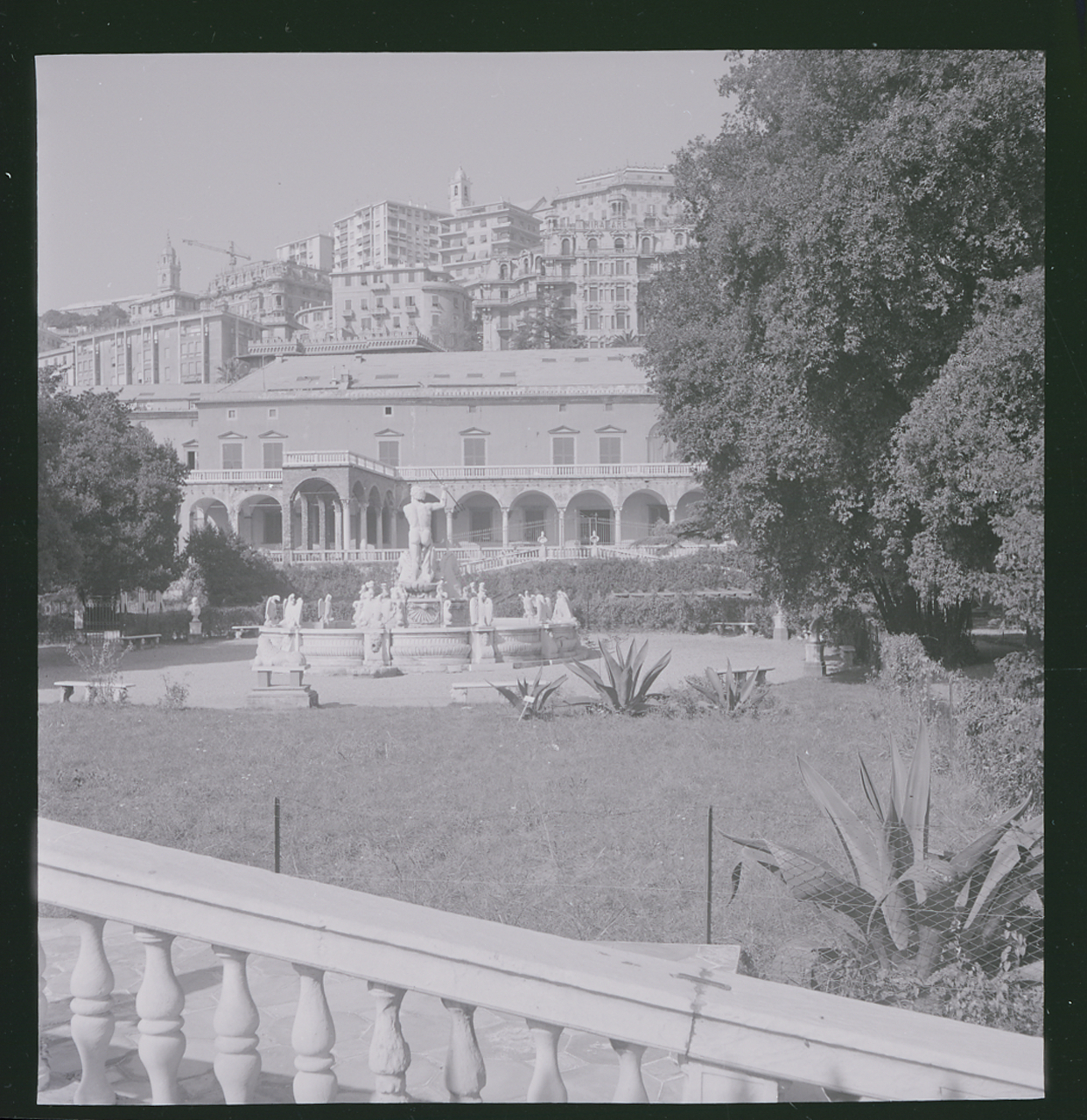
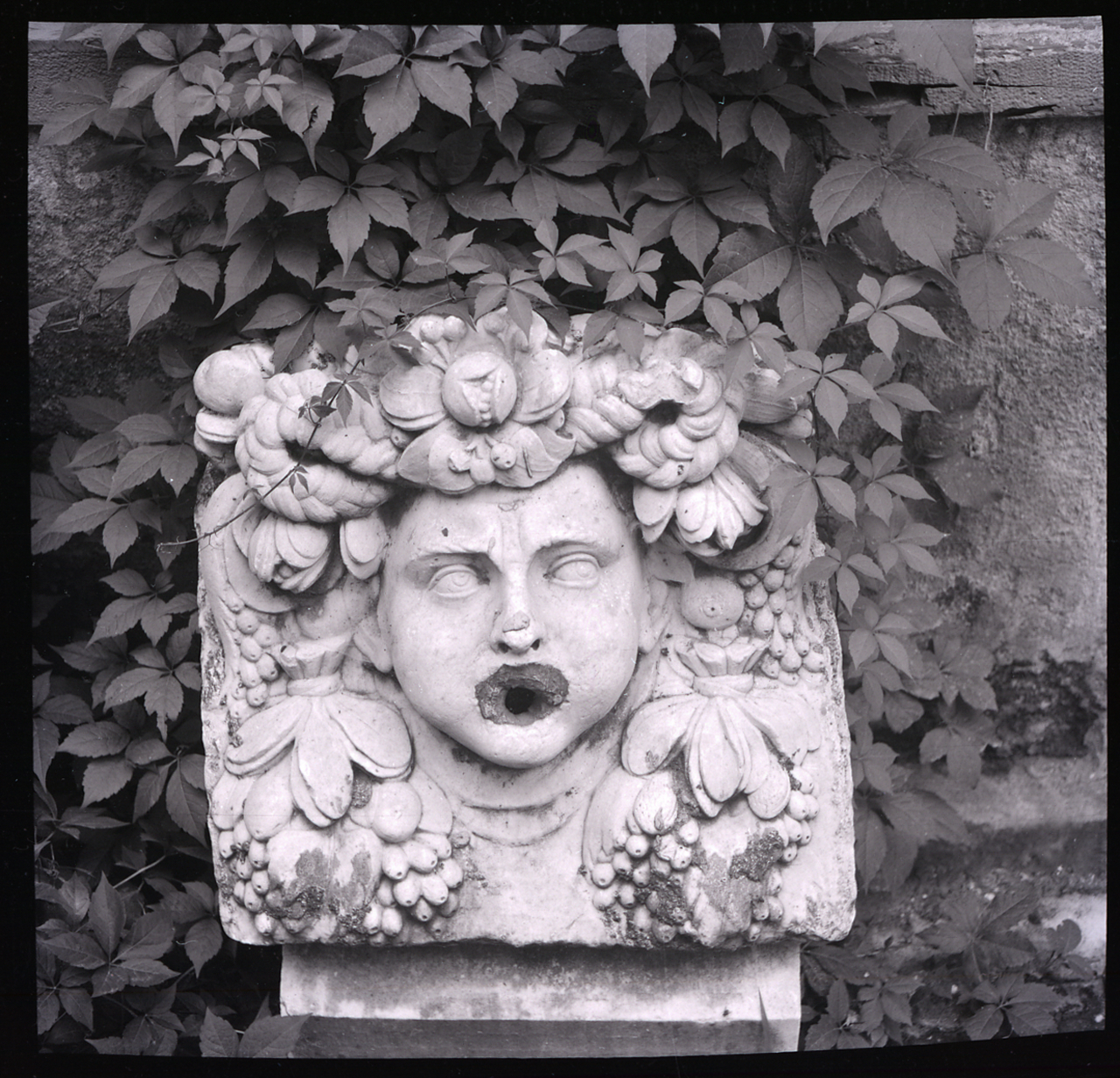
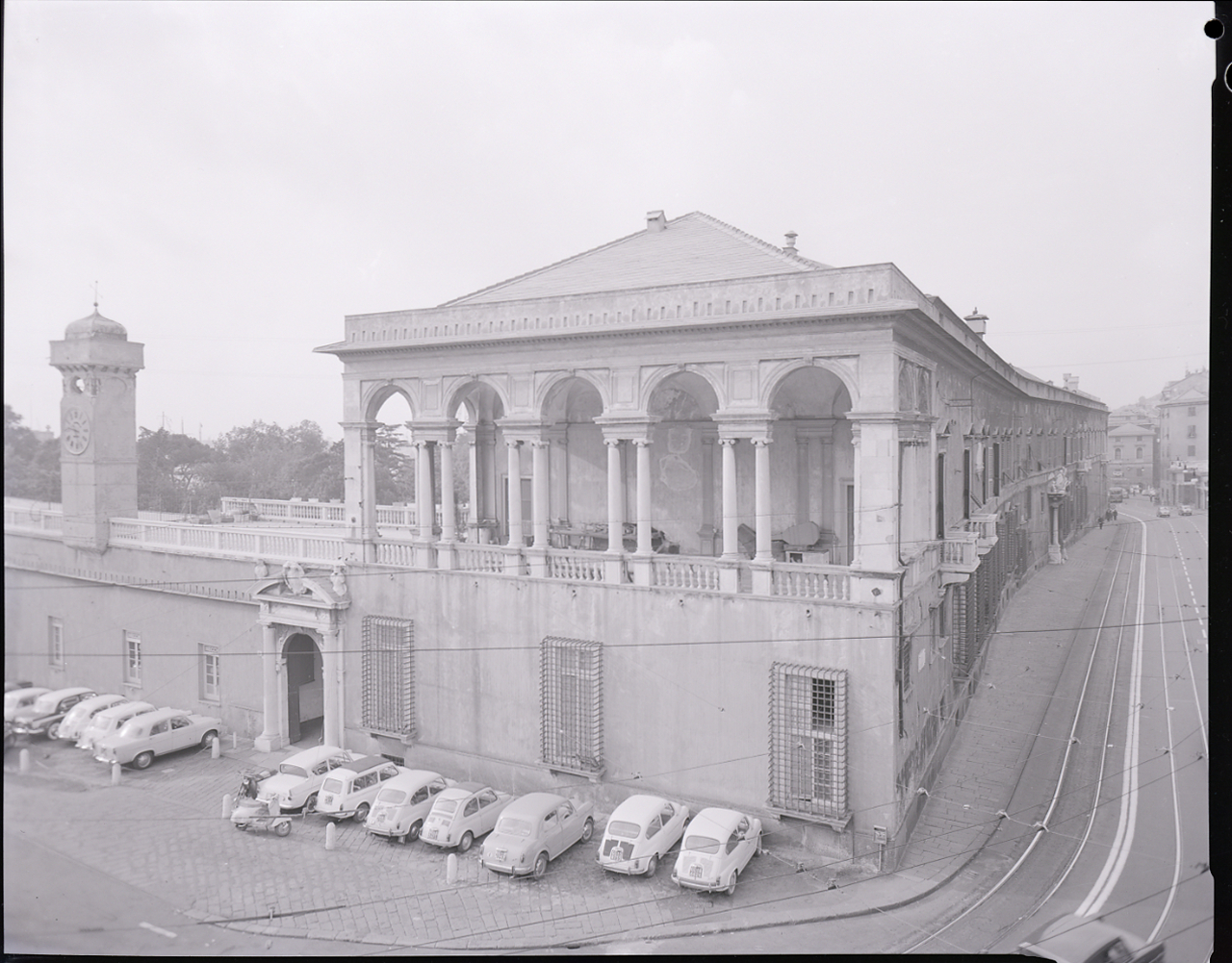
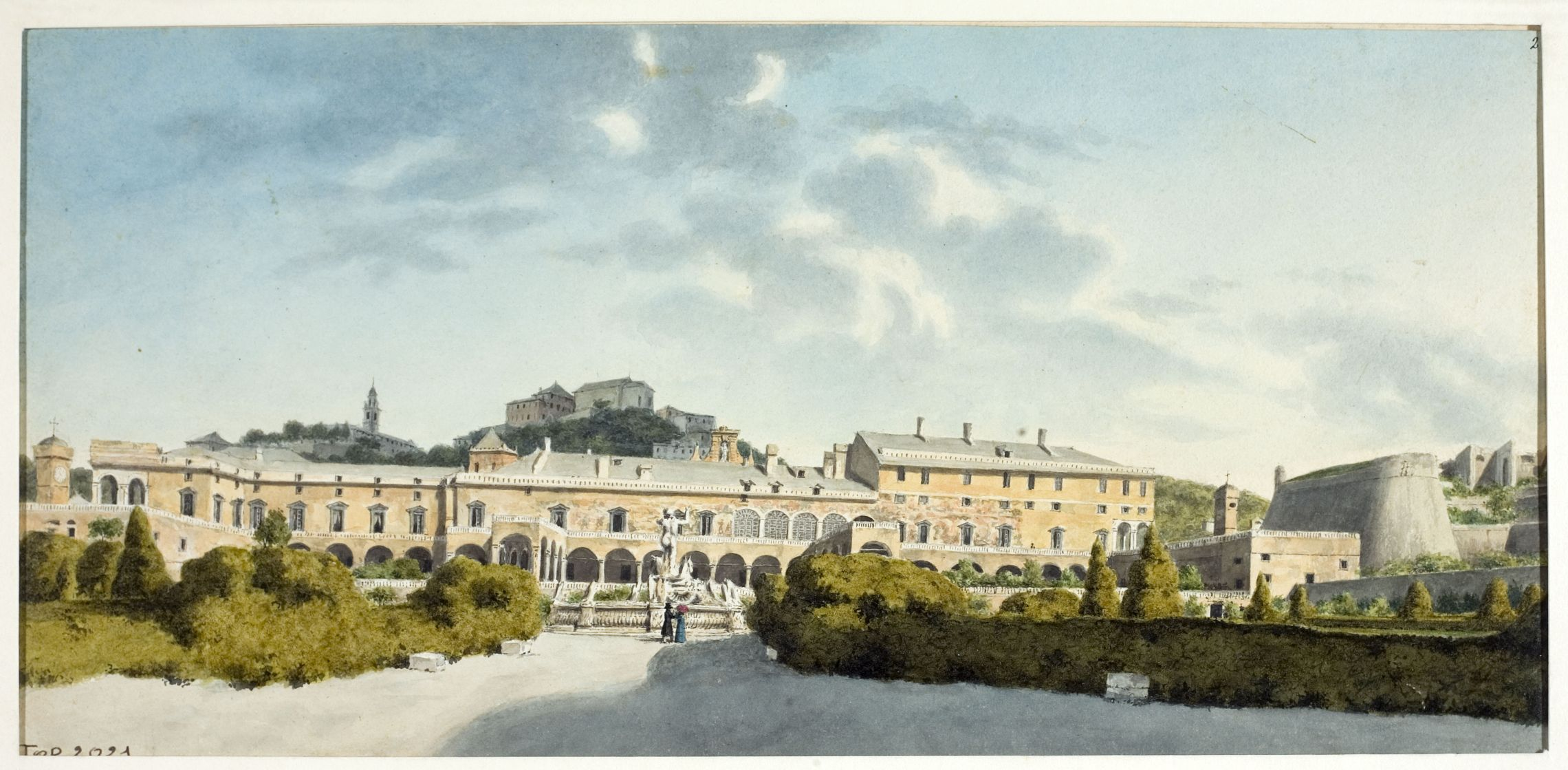
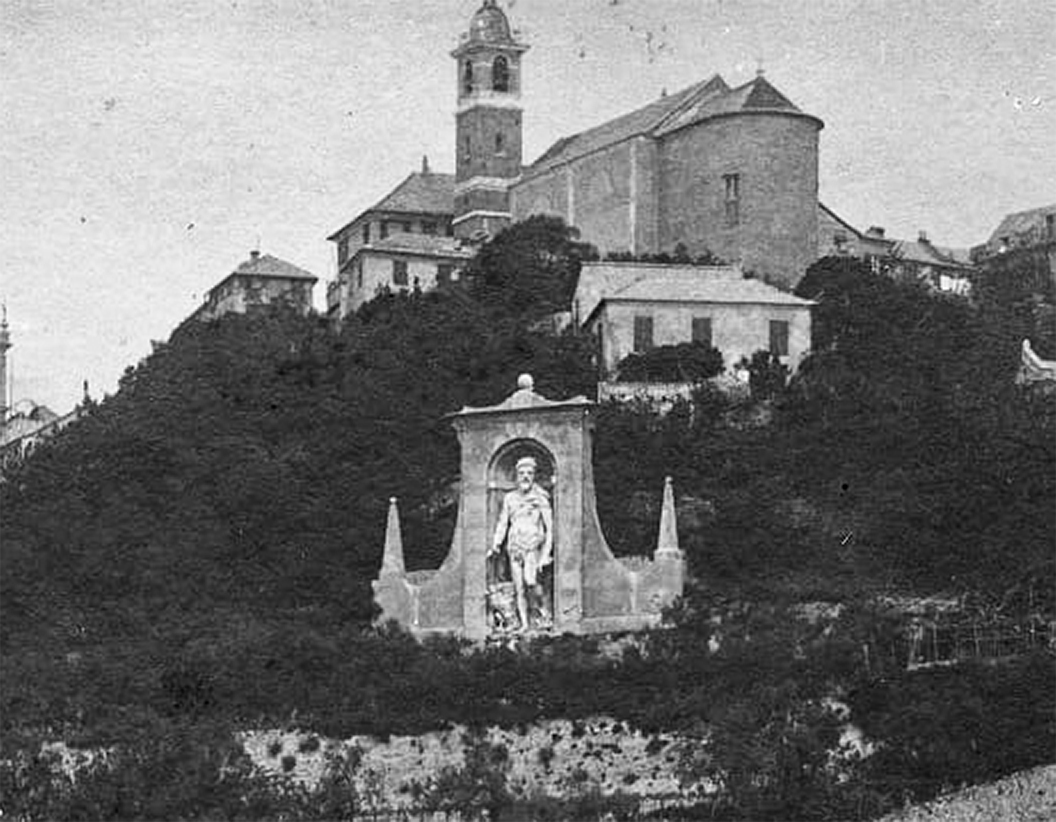
صورة لتمثال جيوفي (detta il Gigante ) لمارسيلو سبارزو ، بجوار كنيسة سان روكو سوبرا برينسيبي، في ساحة برينسيبي، جينوفا.